# Christensen-Gletscher (Südgeorgien)
Der Christensen-Gletscher ist ein 6 km langer Gletscher im Süden Südgeorgiens. Er fließt in südlicher Richtung in den östlichen Abschnitt der Newark Bay.
Der South Georgia Survey nahm in einer von 1951 bis 1957 dauernden Kampagne eine Vermessung des Gletschers vor. Das UK Antarctic Place-Names Committee benannte ihn 1958 nach dem norwegischen Schiffsingenieur Christian Fredrik Christensen, der gemeinsam mit dem Schiffseigner Henrik Govenius Melsom (1870–1944) eine Slipanlage für Fabrikschiffe für das Einholen von Walkadavern entwickelt hatte.